# Roseau (Minnesota)
Roseau er en amerikansk by og administrativt centrum for det amerikanske county Roseau County i staten Minnesota. I 2000 havde byen et indbyggertal på 2.756.

## Ekstern henvisning
- Roseaus hjemmeside (engelsk)

48°50′46″N 95°45′46″V / 48.84611°N 95.76278°V